# Natural (Orange Range-album)
A Иatural az Orange Range eddigi második legsikeresebb albuma, ami 2005. október 12-én jelent meg és képes volt 22 héten keresztül a listán maradni. Több, mint 1 000 000 példányt adtak el belőle és a 2005-ös év 11. legsikeresebb albuma lett Japánban.

## Az album dalai
01. yumekaze 

02. Yumejin (夢人)

03. Onegai! Señorita (お願い！セニョリータ)

04. Winter Winner 

05. CRAZY BAND 

06. Ame (雨)

07. GOD69 

08. HYSTERIC TAXI 

09. pe nyom pong 

10. Sakazuki Jammer (盃Jammer)
 
11. * ~Asterisk~ (＊~アスタリスク~) 
 
12. sunrise 

13. U topia 

14. BETWEEN 

15. re-cycle 

16. Kizuna (キズナ)

17. Love Parade (ラヴ・パレード)
 
18. Иatural Pop 

19. Kirikirimai ~Fantastic Four Remix~